# Попов, Павел Фомич
Па́вел Фоми́ч Попо́в (1906—1944) — советский военный. Участник Великой Отечественной войны. Герой Советского Союза (1943). Лейтенант.

## Биография
Павел Фомич Попов родился 10 (23) декабря 1906 года в селе Шалаболино Минусинского уезда Енисейской губернии Российской империи (ныне село Курагинского района Красноярского края Российской Федерации) в зажиточной крестьянской семье. Русский. Окончив семилетнюю школу в родном селе, Павел Фомич уехал в Минусинск. Поступил в агропедагогический техникум, который окончил в 1926 году. Работал школьным учителем в сёлах Сарала, Аскиз и Ермаковское. В 1930 году в результате сплошной коллективизации семья Поповых, являвшаяся одной из самых богатых семей в Шалаболино, была раскулачена. Павел Фомич переехал в Абакан, куда вынуждена была уехать его мать Акулина Дмитриевна с младшими сыновьями Иваном и Алексеем. Работал учителем в железнодорожной школе № 30. В 1935 году П. Ф. Попов уехал в Красноярск. Поступил в Красноярский педагогический институт, который с отличием окончил незадолго до начала Великой Отечественной войны. По распределению был направлен на работу в школу № 11 города Красноярска, где до призыва на военную службу преподавал математику и физику.

### На фронтах Великой Отечественной войны
В ряды Рабоче-крестьянской Красной Армии П. Ф. Попов был призван Кагановичским районным военкоматом города Красноярска 17 февраля 1942 года. Окончил курсы младших лейтенантов. В конце 1942 года младший лейтенант П. Ф. Попов получил направление в Тамбовскую область, где началось формирование 69-й механизированной бригады, и был назначен на должность командира стрелкового взвода 1-го мотострелкового батальона. До осени 1943 года личный состав бригады занимался боевой учёбой в Приволжском военном округе. В действующей армии П. Ф. Попов с 10 сентября 1943 года. Во второй половине сентября 9-й механизированный корпус, в состав которой вошла 69-я механизированная бригада, прибыл на Воронежский фронт и был подчинён 3-й гвардейской танковой армии. 18 сентября 1943 года корпус начал выдвижение к Днепру. Младший лейтенант П. Ф. Попов особо отличился в ходе Битвы за Днепр при форсировании реки и в боях за удержание и расширение плацдарма на её правом берегу, получившего название Букринского.
В ночь с 21 на 22 сентября 1943 года взвод младшего лейтенанта П. Ф. Попова первым в батальоне форсировал Днепр у села Зарубинцы Каневского района Черкасской области Украинской ССР и, захватив юго-западную окраину села, обеспечил беспрепятственную переправу своего батальона на занятый плацдарм. В боях за расширение плацдарма взвод Попова штурмом овладел населённым пунктом Луковица, уничтожив до 35 солдат вермахта. 26 сентября 1943 года в бою за село Григоровка Павел Фомич силами своего взвода разгромил противостоявшую ему роту противника, уничтожив до 50 солдат и офицеров противника. В дальнейших боях младший лейтенант П. Ф. Попов штурмом овладел рядом стратегически важных высот в районе села Малый Букрин. 29 сентября 1943 года он захватил и удержал высоту с отметкой 210,8, отразив три контратаки противника. Несколькими днями позже взвод Попова штурмом овладел высотой 214,9. Павел Фомич лично вёл своих бойцов в бой и первым ворвался во вражеские траншеи. В рукопашной схватке немцы потеряли до 100 солдат и офицеров. Всего за 10 дней боёв на плацдарме младший лейтенант П. Ф. Попов лично уничтожил около 50 военнослужащих вермахта. За успешное форсирование реки Днепр, прочное закрепление плацдарма на западном берегу реки Днепр и проявленные при этом отвагу и геройство указом Президиума Верховного Совета СССР от 17 ноября 1943 года младшему лейтенанту Попову Павлу Фомичу было присвоено звание Героя Советского Союза. Вскоре ему было присвоено и очередное воинское звание — лейтенант.
До конца октября 1943 года П. Ф. Попов участвовал в боях на Букринском плацдарме. 26 октября 1943 года подразделения 9-го механизированного корпуса были скрытно переброшены на Лютежский плацдарм, откуда 3 ноября 1943 года перешли в наступление в ходе Киевской наступательной операции. Павел Фомич участвовал в освобождении столицы Украинской ССР города Киева, в составе своего подразделения освобождал город Коростышев. В ходе Киевской оборонительной операции лейтенант Попов участвовал в отражении немецких танковых контрударов восточнее Брусилова, затем в наступлении войск 1-го Украинского фронта в ходе Житомирско-Бердичевской операции.

### Гибель
4 марта 1944 года в самом начале Проскуровско-Черновицкой операции при прорыве обороны противника на правом (южном) берегу реки Горынь лейтенант П. Ф. Попов был тяжело ранен. Его эвакуировали в хирургический полевой подвижной госпиталь № 5176, который расположился в городе Шепетовка, но 18 марта 1944 года Павел Фомич скончался. Его похоронили в братской могиле советских воинов на центральной площади города Шепетовка.

## Награды
- Медаль «Золотая Звезда» (17.11.1943);
- орден Ленина (17.11.1943);
- орден Красной Звезды (05.10.1943).

## Память
- Бюст Героя Советского Союза П. Ф. Попова установлен в селе Аскиз Республики Хакасия.
- Мемориальная доска в честь Героя Советского Союза П. Ф. Попова установлена на здании гимназии № 16 города Красноярска.
- Мемориальная доска в честь Героя Советского Союза П. Ф. Попова установлена на здании школы № 30 города Абакана Республики Хакасия.
- Имя Героя Советского Союза П. Ф. Попова носит МБОУ Средняя общеобразовательная школа № 30 города Абакана.
- Один из скверов города Абакана носит официальное название — сквер имени Героя Советского Союза П. Ф. Попова[10].
- Именем Героя Советского Союза П. Ф. Попова названы улицы в Октябрьском районе города Красноярска, Минусинске и Шалаболино.
- В память о Героях Советского Союза П. Ф. Попове и М. И. Чебодаеве в Аскизе проводится региональный турнир по вольной борьбе[11].

## Документы
- Общедоступный электронный банк документов «Подвиг Народа в Великой Отечественной войне 1941—1945 гг.» Дата обращения: 5 декабря 2012. Архивировано из оригинала 13 марта 2012 года.

Представление к званию Героя Советского Союза и наградной список. Дата обращения: 5 декабря 2012. Архивировано 17 января 2013 года.
Указ Президиума Верховного Совета СССР о присвоении звания Героя Советского Союза. Дата обращения: 5 декабря 2012. Архивировано 17 января 2013 года.
Орден Красной Звезды (наградной лист и приказ о награждении). Дата обращения: 5 декабря 2012. Архивировано 17 января 2013 года.
- Обобщенный банк данных «Мемориал». Дата обращения: 5 декабря 2012. Архивировано из оригинала 10 мая 2012 года.

ЦАМО, ф. 33, оп. 11458 , д. 451. Дата обращения: 5 декабря 2012. Архивировано 17 января 2013 года.
ЦАМО, ф. 58, оп. А-83627 , д. 7348. Дата обращения: 5 декабря 2012. Архивировано 17 января 2013 года.
ЦАМО, ф. 33, оп. 11458, д. 621. Дата обращения: 5 декабря 2012. Архивировано 17 января 2013 года.
ЦАМО, ф. 33, оп. 11459, д. 336. Дата обращения: 5 декабря 2012. Архивировано 17 января 2013 года.
Информация из списков захоронения ЗУ380-23-27. Дата обращения: 5 декабря 2012. Архивировано 17 января 2013 года.
Учётная карточка захоронения ЗУ380-23-27. Дата обращения: 5 декабря 2012. Архивировано 17 января 2013 года.
Схема захоронения ЗУ380-23-27. Дата обращения: 5 декабря 2012. Архивировано 17 января 2013 года.